# Leopoldamys neilli
Leopoldamys neilli är en däggdjursart som först beskrevs av J. T. Marshall 1976.  Leopoldamys neilli ingår i släktet Leopoldamys och familjen råttdjur. IUCN kategoriserar arten globalt som otillräckligt studerad. Inga underarter finns listade.
Råttdjuret förekommer med några mindre populationer i Thailand som är avskild från varandra. Arten vistas i låglandet och kulliga områden upp till 800 meter över havet. Individer hittades på kalkstensklippor som var täckta av några träd och i bambuskogar.
Individerna blir 20 till 23,5 cm långa (huvud och bål), har en 24 till 30 cm lång svans och väger omkring 220 g. Bakfötterna är 3,9 till 4,5 cm långa och öronen är 2,5 till 2,9 cm stora. På ryggen förekommer svarta och ljusbruna hår vad som ger ett spräckligt utseende. På bålens sidor är pälsen mer enhetlig brun och det finns en tydlig gräns mot den vita undersidan. Även svansens undersida är vit. Dessutom 1/3 del av svansen vid spetsen helt vit. På de ljusa fötternas ovansida finns mörka strimmor.  Ungar har allmänt en gråbrun färg.
Leopoldamys neilli letar på natten efter föda.